# Deutscher Krieger-Marsch
Deutscher Krieger-Marsch, op. 284, är en marsch av Johann Strauss den yngre. Den spelades första gången den 28 februari eller 8 mars 1864 i Volksgarten i Wien.

## Historia
Det Dansk-tyska kriget bröt ut i februari 1864 och även Österrike drogs in i konflikten. Johann Strauss komponerade tre verk i samband med händelserna: kadriljen Saison-Quadrille (op. 283), samt marscherna Deutscher Krieger-Marsch och Verbrüderungs-Marsch (op. 287). Marschen spelades vid en välgörenhetskonsert i Volksgarten den 28 februari 1864 i samband med en välgörenhetskonsert till förmån för de sårade soldaterna. Vid konserten delade musikförlaget Spina ut 200 kopior av marschen till de närvarande kvinnorna. Samma dag hade konserten slagits upp stort i flera tidningar till exempel i Fremden-Blatt. Och ändå är det tveksamt om konserten verkligen ägde rum det datumet. Anteckningar tillhörande Johann Strauss broder Josef Strauss och musikern Franz Sabay är överens om att det var den 8 mars som marschen spelades första gången.
Marschen blev ingen större framgång men 35 år senare skulle den komma att ingå i Strauss operett Wiener Blut (1899).

## Om marschen
Speltiden är ca 2 minuter och 18 sekunder plus minus några sekunder beroende på dirigentens musikaliska tolkning.

## Weblänkar
- Deutscher Krieger-Marsch i Naxos-utgåvan.